# Shohei Matsunaga
Shohei Matsunaga (松永 祥兵 Matsunaga Shohei?, nacido el 7 de enero de 1989 en Shizuoka) es un futbolista japonés que se desempeñaba como centrocampista.

## Trayectoria

### Clubes
| Club               | País      | Año         |
| ------------------ | --------- | ----------- |
| FC Schalke 04 II   | Alemania  | 2008 - 2010 |
| Ehime FC           | Japón     | 2010        |
| Persib Bandung     | Indonesia | 2011        |
| Persiba Balikpapan | Indonesia | 2011 - 2012 |
| Gresik United      | Indonesia | 2012 - 2015 |
| Persiba Balikpapan | Indonesia | 2016        |
| Persib Bandung     | Indonesia | 2017        |
| Persela Lamongan   | Indonesia | 2018        |
| PSMS Medan         | Indonesia | 2018 -      |